# روان‌نویس

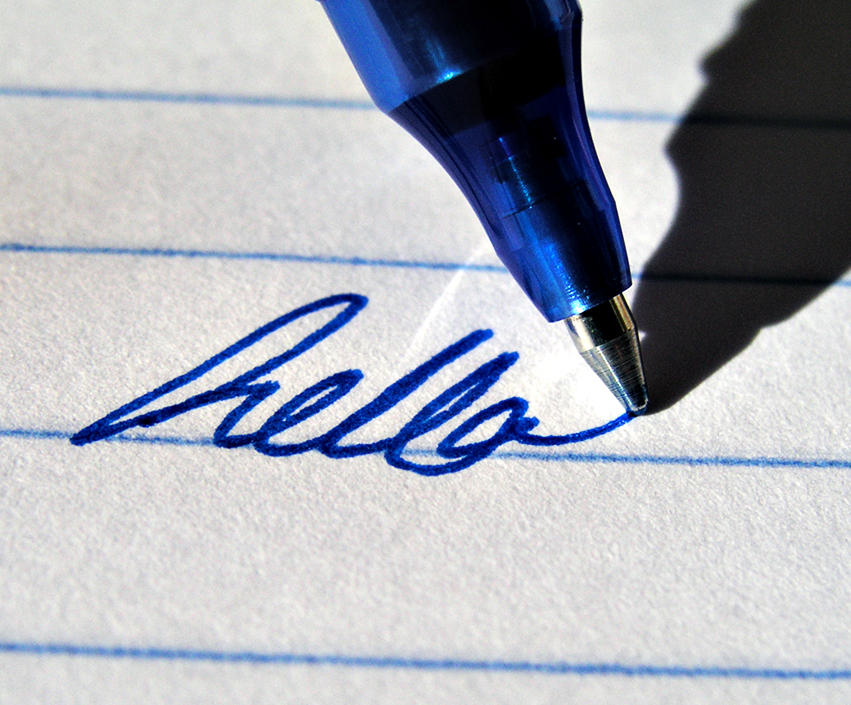
A gel-based rollerball pen

روان‌نویس نوعی قلم به مانند خودکار می‌باشد با این تفاوت که در مغزی روان‌نویس، از جوهر مایع روان انباشت شده در یک ابر فشرده استفاده می‌گردد. دلیل انتخاب این نام هم دقیقاً به خاطر همین موضوع می‌باشد.
روان‌نویس‌ها به مانند خودکارها برای نوشتن از یک مغزی یا به اصطلاح ریفیل در داخل خود استفاده می‌کنند.
ریفیل‌ها معمولاً قابلیت تعویض دارند و در صورت تمام شدن جوهر داخل مغزی می‌توان از مغزی دیگری استفاده نمود.